# Alpenus antemediata
Alpenus antemediata är en fjärilsart som beskrevs av Rothschild 1933. Alpenus antemediata ingår i släktet Alpenus och familjen björnspinnare. Inga underarter finns listade i Catalogue of Life.